# Husmus
Husmusen (latin: Mus musculus) er en gnaver i musefamilien. Den findes i næsten hele verden, hvor den lever sammen med mennesker i deres huse. Den bruges i laboratorier som forsøgsdyr, og den er også et populært kæledyr. Der findes i Danmark to former af husmus, den lyse husmus og den mørke husmus. De betragtes undertiden som to selvstændige arter (eller underarter), henholdsvis Mus musculus musculus (lys) og Mus musculus domesticus (mørk).

## Føde
Husmusen er altædende, men får den mulighed for det, foretrækker den korn og kornprodukter.
Den er selv i stand til at vælge den rigtige sammensætning af føden, så den får de livsnødvendige næringsstoffer.
Husmusen kan klare sig uden at have adgang til vand, hvis blot fødens indhold af vand udgør 15-16 %.

## Knyttet til mennesket
Husmusen er meget afhængig af mennesket.
Den stammer antagelig fra klippefyldte stepper i Iran og tilgrænsende områder. I disse egne opstod også de første forsøg på agerbrug – og husmusen blev således fra begyndelsen landbrugets trofaste følgesvend. Efterhånden som kunsten at dyrke jorden spredte sig især mod vest, øgedes husmusens udbredelse voldsomt.
En kombination af egenskaber hos husmusen var baggrunden for denne succeshistorie. Husmusen var tilpasset de store svingninger i temperaturen i Iran. Den var adræt og god til at klatre, springe og svømme, hårdfør, nysgerrig, dumdristig, god til at tilpasse sig – og havde en imponerende formeringsevne.
Husmusen er typisk et natdyr. Men under fredelige forhold kan den sagtens være aktiv døgnet rundt. Den lever i flokke under ledelse af en dominerende han. Hver flok forsvarer et område mod andre husmus. Af husmusens sanser er lugte- og høresansen nok de vigtigste: Dyrene meddeler sig til hinanden ved hjælp af dufte og lyde.

## Mange unger
Husmusen kan få mange unger i løbet af et år.
Under gode forhold indendørs kan husmusen yngle hele året rundt og få 5-10 kuld med 4-8 unger i hvert, og er drægtig i 18-20 dage. Men det sker nu meget sjældent, for dels vil vores bekæmpelse af musene holde dem nede i antal, dels vil lugten af mange fremmede hanner forhindre hunnerne i at kunne blive gravide.
Ude i naturen er musene meget mere afhængige af vejret og temperaturen, så her varer yngletiden kun fra maj til august.
Ungerne holder op med at die, når de er 3-5 dage gamle, og kort tid efter kan de klare sig selv. En af måderne er at spise afføring fra de voksne, som er en nem måde at få næring på og få tilført bakterier til deres egen tarmsystemet. Hunnerne er klar til at parre sig, når de er 2-3 måneder gamle.

## Kæledyr

### Historie
Mennesket har kendt musen i 8.000 år, men det er først i de seneste 300-400 år de er blevet holdt i fangenskab som kæledyr. Musen som vi kender den i dag, lever mange steder, hvilket ikke alle er lige glade for. Musen som vi kender den, menes at komme fra asien, hvor den kom til Europa med fødevarer og folk. Mus lever nu i skove, huse, butikker og forretninger hvor de for det meste ses som skadedyr. Selvom mange mus nu ses som skadedyr, blev den hvide mus engang anset som hellig, og man mente faktisk, at en hvid mus i lommen eller hjemme skulle bringe lykke. Nu ses de ikke ligefrem hellige men som irriterende skadedyr – eller som søde og hyggelige kæledyr. Den første museklub hed: ”The National Mouse Club”. Den blev åbnet i 1895 i England og findes stadig. Desværre findes der ingen museklubber i Danmark, man kan heller ikke føre stambog, men i Sverige findes der en museklub/forening der hedder: Svemus , oprettet i 1987. Den arrangerer udstillinger, agility- og springkonkurrencer for mus, hvor man også kan have stambog på sin mus.

### Farver
Husmus i fangenskab opdeles ikke i såkaldte racer, men mere i farver – broget, nærmest stribet, plettet eller bare ensfarvet. Farverne er: sort, hvid, chokolade, grå, brun, orangebrun, creme og gråblå, i alt 30 forskellige farver. Pelsen kan også variere fra mus til mus, fra ekstra glat til nærmest ru. Der findes også langhårede husmus. En lang række andre musearter holdes også i fangenskab, men disse er ikke nært beslægtiget med husmusen.

## Musespor som djævelens fodspor
Natten mellem 8. og 9.februar 1855 dækkede et kraftig snevejr store dele af Devon, fra Torguay til Exeter, med hvidt. Næste morgen opdagede folk, at over 30 store og små byer var oversået med fodspor, der så ud til at være afsat af et æsel.  De havde form som en lidt uregelmæssig hestesko, 4-6 cm bred. Det uhyggelige var, at de så ud, som om de var afsat af en tobenet skabning,  og nogle endte brat ude på marken, som om væsenet pludselig var fløjet til vejrs. Andre spor løb hen over tage; nogle blev fundet på aflukkede steder, omgivet af mure på alle kanter. Nogle spor forsvandt ind i rør med en diameter på 20 cm og fortsatte på den anden side; mens andre stoppede foran en høstak og fortsatte på den anden side, som om væsnet havde skrævet hen over høstakken. 
Forklaringen var sandsynligvis den usædvanlig strenge vinter 1854-55. I 1854 var der usædvanligt mange mus, og det voldsomme snefald 9.februar har tvunget dem ud på vandring efter føde. Den dybe sne tvang dem til at springe, hvad der efterlader hesteskoformede spor. Rovfugle har forsynet sig af mus, der krydsede åben mark, sådan at sporene brat forsvandt.
Lokalbefolkningen, der først afskrev det hele som drengestreger, blev efterhånden grebet af panik. Man frygtede, at djævelen havde afsat sporene, og præsterne måtte afholde særlige bønner. Flere steder måtte soldater tilkaldes for at holde ro og orden. Efter 11.februar dukkede der imidlertid ikke flere spor op, og folk faldt gradvis til ro. Nogle mente, det var 400 romaer, der havde vandret rundt på specialbyggede stylter for at skræmme befolkningen væk, så romaerne i fred kunne plyndre de forladte huse.
Tilsvarende spor er dukket op til andre tider og på andre steder, så sent som i Hull i januar eller februar 1957. I 1908 var det i New Jersey, man fandt "djævelens spor", og i 1945 i Belgien.